# Villarrasa
Villarrasa es un municipio español de la provincia de Huelva, Andalucía. El municipio cuenta con una población de 2128 habitantes (INE 2024). Su extensión superficial es de 72 km² y tiene una densidad de 30,14 hab/km². Sus coordenadas geográficas son 37° 23′ N, 6° 36′ O. Se encuentra situada a una altitud de 65 metros y a 36 kilómetros de la capital de provincia, Huelva. Entre sus hijos destaca Alfonso García Matamoros, humanista del Renacimiento que fue catedrático de Retórica de la Universidad de Alcalá de Henares, donde tuvo como discípulo a Benito Arias Montano.

## Geografía
En mitad de la campiña, rodeada de fértiles tierras, se encuentra Villarrasa. Las formas de vida agrícola perduran en la arquitectura de las viviendas villarraseras, de una planta y con doblados, como es tradicional en la zona. Villarrasa posee una situación estratégica en la provincia de Huelva, con buenas comunicaciones por ferrocarril (línea Sevilla-Huelva) y A-49 (Autopista del Quinto Centenario).

## Historia
Villarrasa es un lugar en el que se han sucedido multitud de culturas. Cartagineses, romanos, visigodos y musulmanes han dejado su huella a su paso.
Los primeros vestigios humanos hallados en esta población datan del calcolítico. De esta época procede el yacimiento de “La Alquería”, constituido por un sepulcro en galería cubierta.
Queda unido el devenir Histórico de lo que hoy es Villarrasa a la Ilipla romana, la Elepla visigoda, la Lebla musulmana y la Niebla de los Guzmanes.
Los romanos dejaron sus huellas en la zona denominada “El Cortijo” donde han sido hallados restos de esta época como una columna de mármol que se conserva en el Museo Arqueológico Provincial.
Durante la dominación musulmana el territorio de Villarrasa perteneció a la Cora de Niebla, sirviendo de baluarte defensivo de Niebla.
Villarrasa sale de la órbita Islámica cuando el reino musulmán de Aben Mafot y su capital, Niebla sucumbe ante las tropas de Alfonso X en el año 1.262.
Cuando se crea el condado de Niebla en 1.369, Villarrasa se define como una aldea o lugar dentro de la jurisdicción de Niebla, es decir, que está ligada a Niebla jurídicamente aunque con cierta autonomía municipal.
Es precisamente este municipio uno de los pueblos que inicia el primer movimiento separatísta contra la capitalidad y privilegios de Niebla al iniciarse el siglo XVII. En el año 1.602, los vecinos acuerdan y adoptan una actitud de desobediencia civil contra la justicia de Niebla, pero permanecería bajo el dominio de ésta hasta el año 1.813, en que consiguió su independencia municipal y la obtención de título de Villa otorgado por las cortes constitucionales de Cádiz que aprueban la ley de Señoríos, que acabará con el régimen jurídico del que será llamado “Antiguo Régimen”.
Durante el último tercio del siglo XIX el ferrocarril llegó a la zona, lo que supuso una importante mejora de las comunicaciones para Villarrasa. En 1880 se inauguró la línea Sevilla-Huelva, que contaba con una estación propia en el municipio. Años antes, en 1875, también había entrado en funcionamiento un trazado de carácter minero, el ferrocarril de Riotinto, que en el término municipal villarrasero disponía de la denominada estación de Gadea.

## Socioeconomía
Su término municipal combina grandes dehesas, que por lo abrupto del terreno se dedican a la caza, y zonas de campiña, en las que junto a la agricultura tradicional (cereal, vid y olivo) emerge una nueva agricultura de regadío (frutales de hueso) que genera mayores beneficios y abundante mano de obra.
Su situación geográfica ha favorecido la instalación de importantes empresas, como la Planta de Reciclaje y Compostaje (receptora de los residuos urbanos de Huelva, el litoral y el Condado) y Agroalimentarias del Sur, especializada en frutales de hueso en régimen de regadío como cítricos, melocotoneros, ciruelas, kiwis y perales. Estos nuevos cultivos diversifican la tradicional agricultura local y genera más de 100.000 jornales al año. Un 55% de la población activa de Villarrasa trabaja en este sector.
Entre los cultivos tradicionales destacan los cereales, los cultivos industriales (girasol y remolacha) y los garbanzos. El olivar está presente en algo más de 400 hectáreas destinadas a la producción de aceite. El viñedo, en claro retroceso debido a la crisis, tan sólo alcanza 125 hectáreas.
En la industria trabaja el 12% de la población activa en empresas como carpinterías metálicas y de madera, panificadoras, talleres de reparación y otras relacionadas con el sector agroalimentario. En el terciario trabaja un 33% de los habitantes. Con una treintena de licencias comerciales, el sector está representado principalmente por pequeñas empresas de marcado carácter local. 
También hay que destacar la producción avícola contando con granjas dotadas con la última tecnología.

## Demografía
Villarrasa cuenta con una población de 2128 habitantes (INE 2024).
| Gráfica de evolución demográfica de Villarrasa entre 1842 y 2021                                                    |
| |
| Población de derecho según los censos de población del INE Población de hecho según los censos de población del INE |

| 2092                      | 2082 | 2071 | 2130 | 2103 | 2088 | 2074 | 2114 | 2095 | 2170 | 2190 |
| (Fuente: INE [Consultar]) |      |      |      |      |      |      |      |      |      |      |

## Economía

### Evolución de la deuda viva municipal
| Gráfica de evolución de Deuda viva del Ayuntamiento de Villarrasa entre 2008 y 2021 |
|                                                                                     |

     Deuda viva del Ayuntamiento de Villarrasa en miles de Euros según datos del Ministerio de Hacienda y Ad. Públicas.

## Monumentos

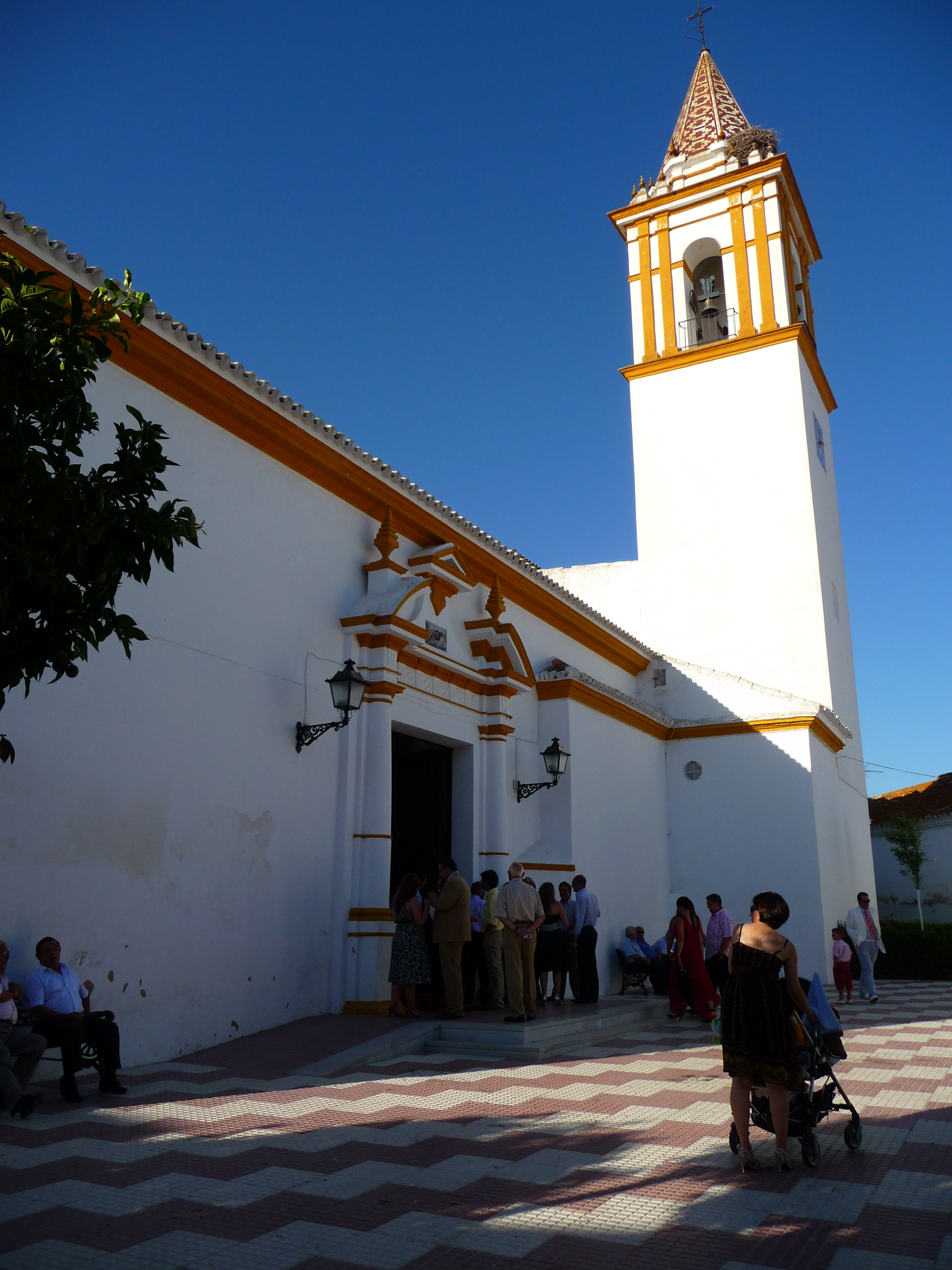
Iglesia Parroquial de San Vicente Mártir.

Existen numerosas edificaciones de carácter religioso entre pequeñas ermitas e iglesias en calles y plazas dedicadas a los patronos de la localidad y a las cruces que se veneran en el mes de mayo. La más antigua es la ermita de Nuestra Señora de las Angustias en la que conviven elementos mudéjares, renacentistas y barrocos. Se obtiene una estupenda vista de esta iglesia desde la travesía que cruza el pueblo. El estilo barroco está representado en la ermita de Nuestra Señora de los Remedios (patrona de la localidad) y en la de San Roque. La primera encierra un admirable frontal de plata labrado en México.

### Iglesia de San Vicente Mártir
La Iglesia Parroquial de San Vicente Mártir presenta varios estilos artísticos fruto de reconstrucciones de diferentes épocas. La parte más antigua corresponde al siglo XIV, de estilo gótico Mudéjar, presentando también partes de finales del siglo XVI, finales del XVIII y de después de la Guerra Civil. En ella se pueden contemplar importantes piezas de imaginería y orfebrería de los siglos XVII y XVIII. La sencilla portada de piedra que corresponde a este lado, de estilo gótico-mudéjar, parece datar, según el profesor Angulo Íñiguez, del siglo XV. De construcción más reciente son las ermitas dedicadas a las cruces. La de la Santa Cruz de Arriba es neobarroca con espléndido azulejo en su lateral realizado en cerámicas Santa Ana, en el interior la capilla se encuentra la Santa Cruz donde recibe culto todo el año, cuyo antiquisimo madero fue revestido en plata y oro por el insigne orfebre sevillano D. Manuel Seco Velasco. La capilla de la Cruz del Campo se construyó a finales del siglo XIX y fue reconstruida en 1981, bajo las directrices del arquitecto D. Joaquín Gómez Alberca, siguiendo el estilo regionalista que, a su vez, se inspira se diferentes estilos artísticos históricos propios de nuestra zona. Presenta artísticos azulejos que representan los misterios del Santo Rosario, realizados por el ceramista D. Juan Aragón, de Sevilla. La Imagen de la Santa Cruz del Campo es una obra realizada en madera forrada en terciopelo rojo bordado en oro, mostacilla, talcos, etc. Presenta los motivos de la Pasión de Cristo. Fue bordada en el Convento del Socorro por una monja que, según se cuenta, era de la localidad. Tiene la peculiaridad de que se conserva tal cual se hizo hace aproximadamente doscientos años y es la misma que han conocido todas las generaciones de cruceros. En 1960 se ribeteó el contorno con un encaje, potencias e INRI repujados y concelados en plata de ley sobredorada, obra del afamado orfebre sevillano D. Manuel Villarreal. En el centro, rodeando la miniatura del Santo Rostro de Cristo, que preside toda la Imagen, se presenta un viril en oro de ley, del siglo XVIII, al que se le añadieron rayos repujados del mismo metal, obra de D. Juan Borrero. Tiene dos sudarios, uno del genial bordador, D. Juan Manuel Rodríguez Ojeda (principios del siglo XX) y otro del Convento de Santa Isabel, de Sevilla (1973). Toda la Imagen se rodea con un arco de flores, símbolo del triunfo y la victoria de Cristo sobre el pecado y la muerte.[cita requerida]

## Fiestas
- Carnaval. Se suele celebrar en torno a los últimos fines de semana de febrero o primeros de marzo.
- Semana Santa. El Viernes de Dolores hace su estación de penitencia por las calles de la localidad Nuestro Padre Jesús Nazareno y Nuestra Señora de los Dolores.
- Cruces de Mayo. La primera quincena de mayo está dedicada a las fiestas a la Santa Cruz del Campo. Por su parte, la segunda quincena está dedicada a la Santa Cruz de Arriba.
- Romería del Rocío. La Hermandad del Rocío de Villarrasa es la número 44 en el orden de filiales de la Hermandad Matriz, siendo la Hermandad de Huelva su madrina.
- Corpus Christi.  Lo celebra la Hermandad Patronal junto con la Parroquia y el resto de Hermandades de la localidad, el Domingo posterior a la solemnidad del Corpus Christi.
- Fiestas Patronales a Nuestra Señora de los Remedios. Tienen lugar durante parte del mes de agosto, comenzando el día 6 la Novena en honor a la Patrona de los Villarraseros, concluyendo el día 15 con Solemne Procesión posterior visitando las Capillas de las dos cruces. El fin de semana posterior al 15 de agosto tiene lugar la feria en honor a la Patrona.
- Fiestas de Diciembre a Nuestra Señora de los Remedios. Se celebran los días previos al 18 de diciembre, siendo el día de la aparición de la imagen de la Patrona y saliendo en Procesión al lugar de su encuentro. Tras la Procesión tiene lugar la tradicional puja.

## Lugares de interés
Existen dehesas y parajes naturales como los de "Clarina", "Huerto del Hambre" - punto de encuentro en las romerías campestres- y "Gadea", singular por el color que le otorgan las aguas del río Tinto. Junto a su cauce se puede descubrir la estampa arquitectónica de los viejos molinos de agua.
Sus calles poseen el encanto de los pueblos andaluces, mientras que las limpias y luminosas viviendas de una planta con "doblados" conservan el estilo de formas de vida agraria, como las situadas en las calles Empedrada, Infante de Cos, Piñón, Plaza de Isabel II, y la plaza Nueva o actualmente conocida como Plaza de España, frente al ayuntamiento. Algunas de ellas datan de los siglos XVII y XVIII.

## Personas destacadas
Juana Márquez Domínguez (1910-1981) natural de Villarrasa y madre de Felipe González Márquez, Presidente del Gobierno en representación del PSOE entre 1982 a 1996, extendiéndose su periodo de mandato a tres legislaturas. Juana Márquez, no llegó a conocer el acceso a la Presidencia de gobierno de su hijo, ya que falleció un año antes en Sevilla donde vivió la mayor parte de su existencia tras salir de Villarrasa a princios de la década de 1930.